# UFC 37.5
UFC 37.5: As Real As It Gets fue un evento de artes marciales mixtas celebrado por Ultimate Fighting Championship el 22 de junio de 2002 en el Bellagio, en Las Vegas, Nevada, Estados Unidos.

## Resultados
- Peso ligero: Yves Edwards vs. Joao Marcos Pierini

Edwards derrotó a Pierini vía TKO (lesión) en el 1:19 de la 1ª ronda.
- Peso medio: Tony Fryklund vs. Rodrigo Ruas

Fryklund derrotó a Ruas vía TKO (golpes) en el 3:34 de la 2ª ronda.
- Peso wélter: Robbie Lawler vs. Steve Berger

Lawler derrotó a Berger vía TKO (golpes) en el 0:27 de la 2ª ronda.
- Peso wélter: Pete Spratt vs. Zach Light

Spratt derrotó a Light vía sumisión (armbar) en el 2:22 de la 1ª ronda.
- Peso wélter: Benji Radach vs. Nick Serra

Radach derrotó a Serra vía decisión unánime (29–28, 30–27, 30–27).
- Peso semipesado: Chuck Liddell vs. Vitor Belfort

Liddell derrotó a Belfort vía decisión unánime (30–27, 30–27, 29–28).